# Reialisme

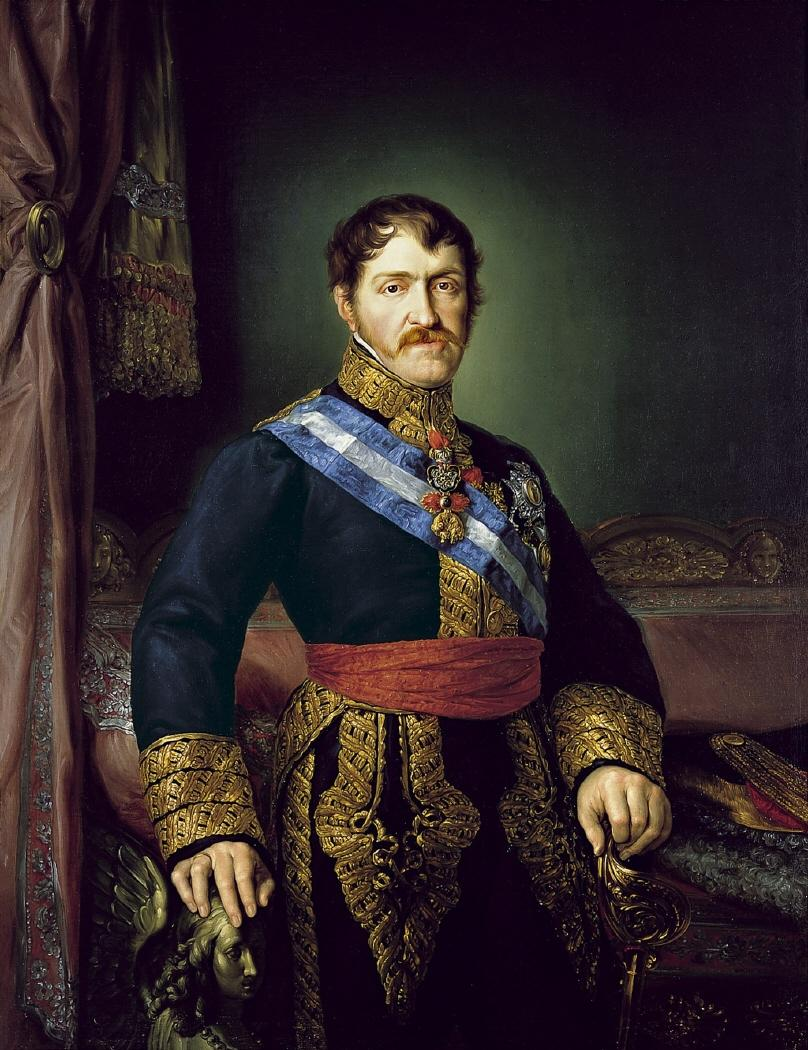
Carlos María Isidro de Borbó, pretendent carlista al tron d'Espanya com a Carles V.

El Reialisme (del francès royalisme) és una idea política que defensa l'establiment, conservació o restauració d'un determinat tipus de monarquia, a diferència del monarquisme, que els busca de qualsevol classe de monarquia.
Podem distingir quatre tipus de reialisme: 
- En un regne, es manifesta donant suport al manteniment del monarca en el tron en contra de qualsevol republicanisme.

- En un regne, també es pot mostrar defensant un pretendent al tron diferent al monarca regnant, tal com va passar a Espanya amb els carlins, que recolzaven el pretendent Carles Maria Isidre, en contra de la reina Isabel II o amb els legitimistes a França, que defensaven la pujada al tron d'Enric de Bordeus mentre que el que regnava era Lluís Felip I.

- En una república que hagi perdut el status de regne, el reialisme es manifesta en favor del rei destronat, tal com va passar a França el 1793.

- En una república que no hagi perdut el status de regne, el realisme es mostra a favor d'un determinat (o varis) pretendents al tron.